# Mie kocok
Le mie kocok (littéralement : « nouilles agitées ») est une soupe indonésienne de bœuf et de nouilles, spécialité de la ville de Bandung. Le plat consiste en des nouilles servies dans un bouillon de bœuf, du kikil (tendon de bœuf), des pousses de soja et des bakso (boulettes de viande), du jus de combava, le tout recouvert de céleri, de cébettes et d'échalotes frites. Certaines recettes peuvent inclure des tripes de bœuf.
En indonésien, le mot kocok signifie « agiter », et fait référence à la cuisson des nouilles, qui sont agitées dans l'eau chaude. On utilise pour ce plat des nouilles jaunes plates.
Ce plat peut être accompagné de kecap manis (sauce soja sucrée) et de sambal. Un plat semblable de nouilles et de poulet, originaire de la ville voisine de Cirebon, est appelé mie koclok.